# Кундак
Кундак (енгл. Buttstock), дрвени или метални део стрељачког оружја који спаја све делове оружја у целину. Служи за удобније држање оружја при нишањењу и гађању, за умањивање трзања оружја и његовог дејства на стрелчево раме и за заштиту стрелца од загрејане цеви.

## Карактеристике
Кундак се израђује од тврдог, али еластичног дрвета (орах, брест, јасен или кувана буковина). У неких аутомата је од лакшег метала, гуме или пластичне масе. Облик му је условљен компонентом силе трзања која делује на стрелчево раме и компонентом те силе која делује на вибрирање цеви у равни гађања. Уколико је нагиб кундака наниже (у односу на хоризонталу) већи, утолико је прва сила мања, а друга већа. Пошто су обе те силе штетне, њихов однос се усклађује одговарајућом величином нагиба, која се код савремених пушака креће између 12-17°.